# Дацьки (Житомирський район)
Дацьки́ — село в Україні, у Чуднівській міській територіальній громаді Житомирського району Житомирської області. Населення становить 142 особи (2001).

## Історія
У 1906 році — Дацки, село П'ятківської волості Житомирського повіту Волинської губернії. Відстань від повітового міста 54 версти, від волості 17. Дворів 93, мешканців 513.
У 1928—54 роках — адміністративний центр Дацьківської сільської ради Чуднівського району.
До 11 липня 2018 року село входило до складу Бабушківської сільської ради Чуднівського району Житомирської області.

## Відомі люди
- Тарасюк Павло Юхимович (1924—2012) — почесний громадянин Києва, Герой Соціалістичної Праці.